# Superliga de Suiza 2012-13
La Superliga de Suiza 2012-13 fue la 116.ª temporada de la primera división de fútbol de Suiza (10.ª edición de la Superliga Suiza). Se inició el 14 de julio de 2012 y finalizó el 2 de junio de 2013. El FC Basilea se ha coronado campeón y logró su 16.ª liga (cuarta consecutiva y quinta en los últimos 6 años).
Respecto al campeonato anterior, se ha cambiado el criterio de acceso a las competiciones europeas: Suiza ha escalado dos posiciones en el ranking UEFA, pasando del 16º al 14º puesto. Los dos mejores clasificados (1° y 2° lugar), clasifican a la UEFA Champions League. Ambos equipos entrarán a la tercera fase de clasificación. La clasificación a la UEFA Europa League será para los equipos que finalicen en la tercera y cuarta posición, junto al ganador de la Copa Suiza. Si este ya se había clasificado para la Liga de Campeones, en su lugar participaría el otro finalista, pero si el ganador de la copa clasifica para la Europa League a través de su posición en la liga, o ambos finalistas clasifican para la Champions League, entonces se accede al quinto clasificado en el campeonato.

## Información de los equipos
Ascendió rápidamente el FC St. Gallen, luego de su descenso en la temporada 2010-11, y descendió el Neuchâtel Xamax FC, que fue relegado a la cuarta división por irregularidades financieras a mitad de campaña.
El FC Luzern mantuvo la categoría al ganar la promoción de ascenso/descenso contra el FC Aarau por un global de 3-1.
| Pos | Descendido de la Superliga de Suiza |
| --- | ----------------------------------- |
| 10º | Neuchâtel Xamax FC                  |

| Pos | Ascendido de la Challenge League |
| --- | -------------------------------- |
| 1º  | FC St. Gallen                    |

| Equipo         | Ciudad   | Estadio              | Capacidad | Entrenador         | Capitán            | Marca      | Patrocinador de camiseta  |
| -------------- | -------- | -------------------- | --------- | ------------------ | ------------------ | ---------- | ------------------------- |
| Basilea        | Basilea  | St. Jakob Park       | 38.512    | Murat Yakın        | Marco Streller     | adidas     | Novartis                  |
| Grasshopper    | Zúrich   | Letzigrund           | 23.605    | Uli Forte          | Vero Salatić       | Puma       | FROMM/Feldmann Bau AG     |
| Lausanne-Sport | Lausana  | Stade de La Pontaise | 15.850    | Laurent Roussey    | Gabri              | adidas     | Banque Cantonale Vaudoise |
| Lucerna        | Lucerna  | Swissporarena        | 17.500    | Carlos Bernegger   | Florian Stahel     | adidas     | Otto's                    |
| Servette       | Ginebra  | Stade de Genève      | 30.084    | Sébastien Fournier | Lionel Pizzinat    | 14fourteen | Journal GHI               |
| Sion           | Sion     | Stade Tourbillon     | 40.500    | Michel Decastel    | Gennaro Gattuso    | Erreà      | Baldini Transports        |
| St. Gallen     | San Galo | AFG Arena            | 19.694    | Jeff Saibene       | Philippe Montandon | Jako       | St. Galler Kantonalbank   |
| Thun           | Thun     | Arena Thun           | 10.000    | Urs Fischer        | Roland Bättig      | Erima      | Panorama Center/Sky Work  |
| Young Boys     | Berna    | Stade de Suisse      | 31.783    | Bernard Challandes | Marco Wölfli       | Jako       | Bauhaus                   |
| Zürich         | Zúrich   | Letzigrund           | 23.605    | Urs Meier          | Philippe Koch      | Nike       | TalkEasy                  |

## Tabla de posiciones
Posiciones actualizadas al final del torneo el 2 de junio de 2013.
|           |    | Equipo         | PJ | PG | PE | PP | GF | GC | DG  | PTS |
| --------- | -- | -------------- | -- | -- | -- | -- | -- | -- | --- | --- |
|           | 1. | Basilea        | 36 | 21 | 9  | 6  | 61 | 31 | +30 | 72  |
|           | 2  | Grasshopper    | 36 | 20 | 9  | 7  | 48 | 32 | +16 | 69  |
|           | 3  | Sion           | 36 | 19 | 8  | 9  | 54 | 36 | +24 | 65  |
|           | 4  | St. Gallen (A) | 36 | 16 | 7  | 13 | 62 | 48 | +14 | 55  |
|           | 5  | Zürich         | 36 | 13 | 9  | 14 | 45 | 46 | -1  | 48  |
|           | 6  | Thun           | 36 | 13 | 9  | 14 | 41 | 43 | -2  | 48  |
|           | 7  | Young Boys     | 36 | 11 | 10 | 15 | 48 | 50 | -2  | 43  |
|           | 8  | Lausanne-Sport | 36 | 10 | 12 | 14 | 41 | 52 | -11 | 42  |
|           | 9  | Luzern         | 36 | 8  | 9  | 19 | 32 | 51 | -19 | 33  |
| Descendió | 10 | Servette       | 36 | 6  | 8  | 22 | 32 | 62 | -30 | 26  |

- (A) Club ascendido la temporada anterior.

|  | Campeón y clasificado para la Liga de Campeones de la UEFA 2013-14 |
|  | Clasificado para la Liga de Campeones de la UEFA 2013-14           |
|  | Clasificado para la Liga Europea de la UEFA 2013-14                |
|  | Descendido a la Challenge League 2013-14                           |

## Goleadores
| Pos. | Jugador           | Club               | Goles |
| ---- | ----------------- | ------------------ | ----- |
| 1°   | Ezequiel Scarione | St. Gallen         | 21    |
| 2°   | Marco Streller    | Basilea            | 14    |
| 3°   | Josip Drmić       | Zürich             | 13    |
| 3°   | Marco Schneuwly   | Thun               | 13    |
| 5°   | Anatole Ngamukol  | Grasshopper / Thun | 12    |

## Challenge League
La Challenge League es la segunda categoría del fútbol en Suiza. En la edición 2012-13, el club FC Aarau obtuvo el único ascenso a la Superliga. El club AC Bellinzona fue descendido por problemas financieros al final del torneo, ante esto, el club FC Locarno se mantiene en la categoría.
|  |     | Equipo         | PJ | PG | PE | PP | GF | GC | DG  | PTS |
|  | --- | -------------- | -- | -- | -- | -- | -- | -- | --- | --- |
|  | 1.  | FC Aarau       | 36 | 24 | 6  | 6  | 76 | 40 | +36 | 78  |
|  | 2.  | AC Bellinzona  | 36 | 21 | 8  | 7  | 62 | 37 | +25 | 64  |
|  | 3.  | FC Winterthur  | 36 | 19 | 5  | 12 | 61 | 43 | +18 | 62  |
|  | 4.  | FC Wil         | 36 | 15 | 6  | 15 | 59 | 65 | -6  | 51  |
|  | 5.  | FC Biel-Bienne | 36 | 13 | 8  | 15 | 59 | 59 | 0   | 47  |
|  | 6.  | FC Chiasso     | 36 | 13 | 8  | 15 | 42 | 51 | -9  | 47  |
|  | 7.  | FC Lugano      | 36 | 11 | 11 | 14 | 52 | 50 | +2  | 44  |
|  | 8.  | FC Wohlen      | 36 | 9  | 12 | 15 | 39 | 58 | -19 | 39  |
|  | 9.  | FC Vaduz       | 36 | 10 | 7  | 19 | 41 | 52 | -11 | 37  |
|  | 10. | FC Locarno     | 36 | 5  | 9  | 22 | 32 | 68 | -36 | 24  |